# Richard Church
Richard Church (ur. 1784 w Cork, zm. 30 marca 1873 w Atenach) – angielski generał.
W latach 1827–1829 był dowódcą wojsk greckich w czasie wojny o niepodległość.